# الوین ماممدوف
الوین ماممدوف (ترکی آذربایجانی: Elvin Məmmədov؛ زادهٔ ۱۸ ژوئیهٔ ۱۹۸۸) بازیکن فوتبال اهل جمهوری آذربایجان است.
از باشگاه‌هایی که در آن بازی کرده‌است می‌توان به باشگاه فوتبال باکو، باشگاه فوتبال قره‌باغ، باشگاه فوتبال توران تووز، و باشگاه فوتبال کشیلا اشاره کرد.
وی همچنین در تیم‌های ملی فوتبال زیر ۲۱ سال جمهوری آذربایجان، و جمهوری آذربایجان بازی میکند.